# Grottes du Mas des Caves
Les grottes du Mas des Caves sont un site karstique et archéologique constitué de quatre grottes situées sur la commune de Lunel-Viel, dans l'Hérault.
Cet ensemble de quatre cavités appartient à un même réseau karstique de plus de 400 m de développement et comprend un site archéologique (grotte n° 1) ayant livré des ossements d'animaux et des objets en pierre taillé datant de la limite entre Paléolithique inférieur et Paléolithique moyen, il y a environ 350 000 ans.

## Historique
La présence d'ossements animaux est découverte en 1824 par Marcel de Serres à la faveur de carrières d'exploitation des molasses miocènes dans lesquelles s'ouvrent les cavités. Il réalise l'une des toutes premières fouilles dans une grotte préhistorique et extrait 1 200 vestiges fauniques des grottes 1 à 3. Félix Garrigou signale la présence de pierres taillées en 1865. 
Eugène Bonifay reprend les recherches en 1962 et découvre la grotte n° 4. Des fouilles sont réalisées sous sa direction de 1962 à 1983 dans la grotte n° 1. 

## La grotte n° 1
La grotte n° 1 renferme une séquence de 4,50 m d'épaisseur, subdivisée en 14 couches.
La faune est très riche et comprend de nombreux restes de carnivores (Cuon priscus, Hyaena prisca, Crocuta crocuta spelaea, Lynx spelaea, Lynx pardina, Felis spelaea) mais aussi d'artiodactyles (Bos primigenius , Bison sp., Cervus elaphus) et de périssodactyles (Dicerorhinus etruscus, Equus mosbachensis, Equus hydruntinus). L'analyse taphonomique des assemblages fauniques a démontré que les hyènes avaient joué un rôle important dans leur accumulation : présence d'os rongés, griffés, mordus ou ingérés, opposition entre des os complets correspondant aux parties pauvres en viande (métapodes) et des os en partie rongés (« cylindres » diaphysaires) correspondant aux parties riches (humérus et fémur). L'utilisation de la grotte comme tanière par les hyènes est confirmée par la présence de nombreux coprolithes et d'ossements de jeunes individus de cette espèce.
L'industrie lithique en quartzite, silex, calcaire ou quartz comporte des outils sur galets simples, de très rares bifaces et des outils sur éclats (denticulés, racloirs). Le débitage Levallois est attesté.
L'étude des remontages au sein du matériel lithique a démontré l'importance des remaniements liés aux glissements des dépôts vers le fond de la cavité. Les objets en pierre taillée se seraient mis en place naturellement par apports répétitifs depuis des dépôts initialement constitués à l'extérieur de la grotte.

### Domestication du feu
D'après Eugène Bonifay, le site renfermerait des foyers construits (cuvettes, cercles de pierres, concentrations de charbons et os brûlés) et des éléments de structuration de l'habitat (fonds de cabanes, murets, dallages…). Toutefois « l'examen des documents de fouille ne permet pas d'assurer l'origine anthropique des structures » .